# Dolina Aleksandrowicka

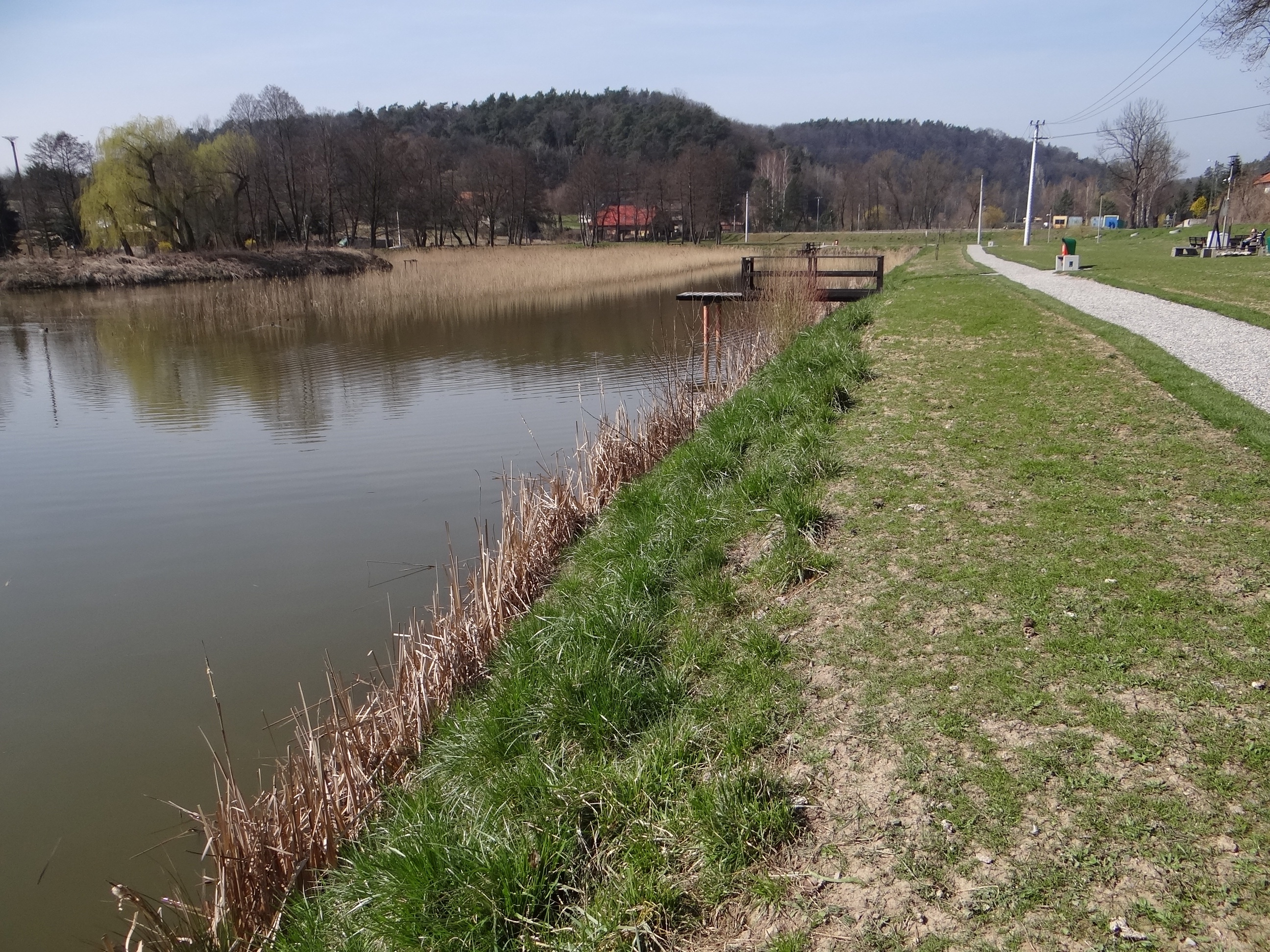
Dolina Aleksandrowicka i staw

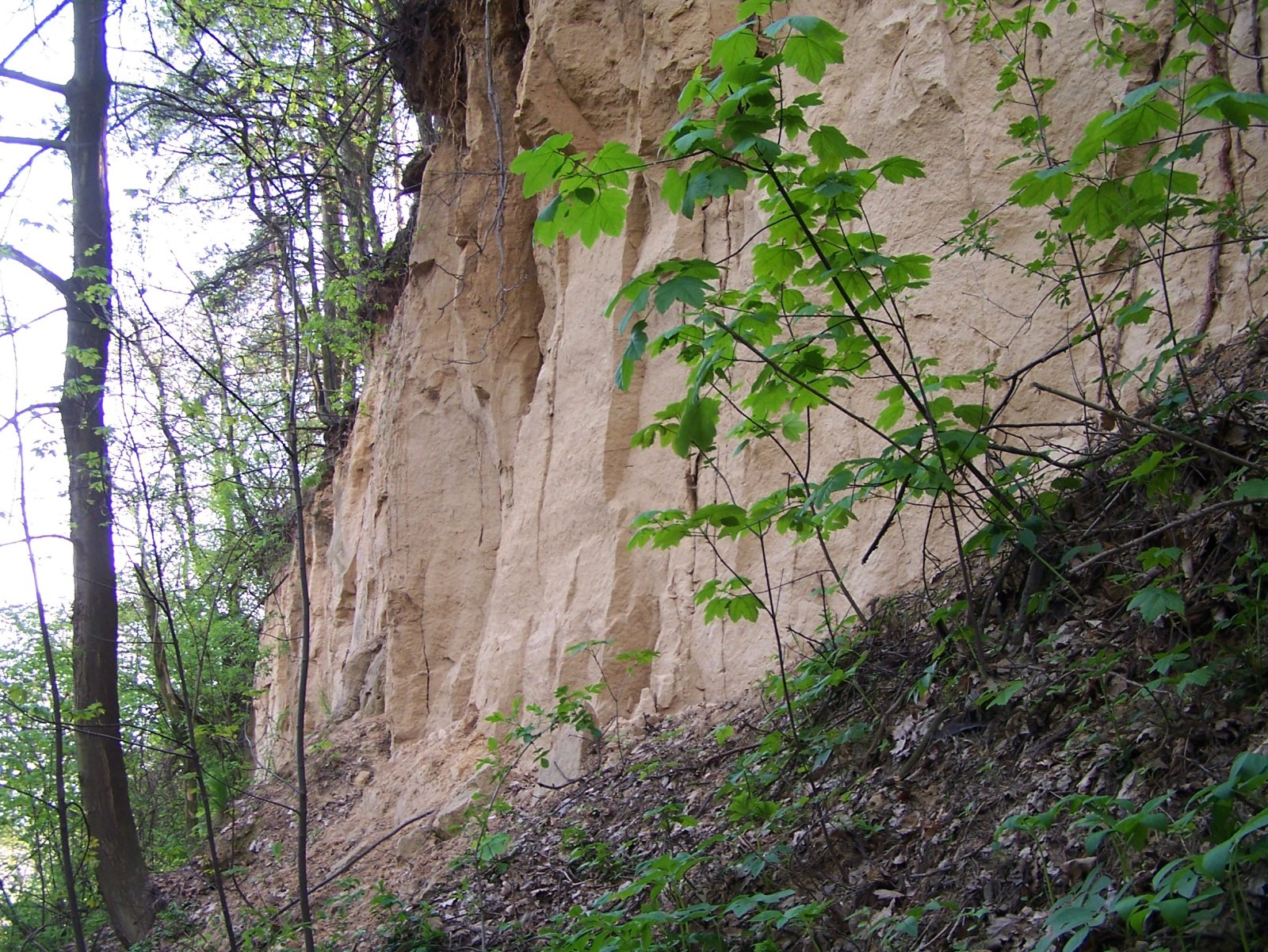
Wylot wąwozu Zbrza do Doliny Aleksandrowickiej

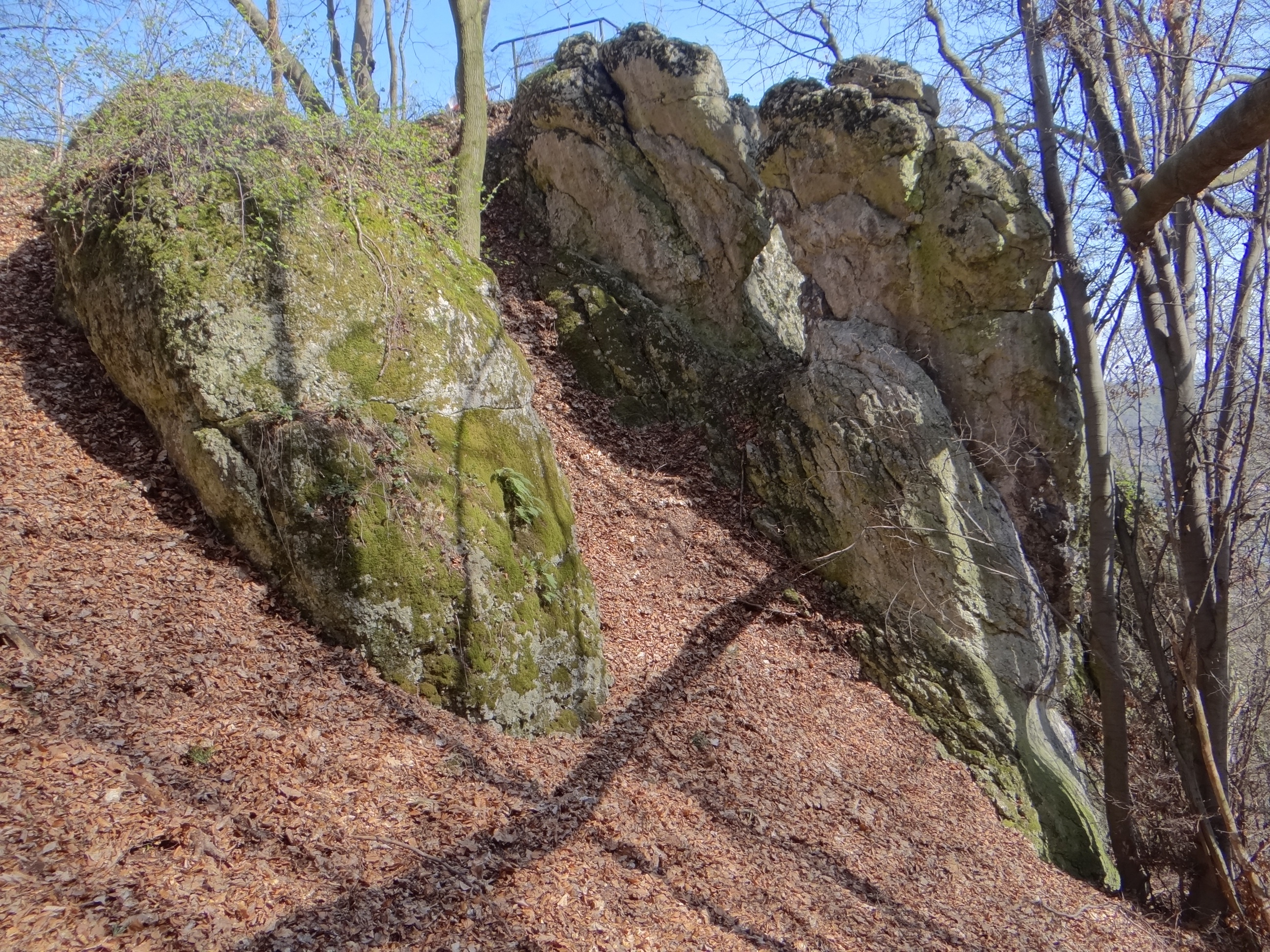
Skała Krzywy Sąd

Dolina Aleksandrowicka – niewielka dolina rozcinająca Garb Tenczyński na Wyżynie Krakowsko-Częstochowskiej w miejscowości Aleksandrowice. Ma długość 3 km i płaskie szerokie dno, które jest w dużym stopniu zabudowane. Dnem doliny prowadzi droga z Aleksandrowic do Kleszczowa. W wylocie doliny znajdują się 2 stawy, na jednym z nich jest wysepka porośnięta wierzbami. W porośniętych lasem zboczach doliny znajdują się skały wapienne, jednak w większości ukryte wśród drzew. Najbardziej znaną z nich i największą jest skała zwana Krzywym Sądem (lub Krzywosądem). Znajduje się w zachodnim zboczu, ma stromą ścianę kilkudziesięciometrowej wysokości i związana z nią jest legenda tłumacząca nazwę skały. W 2007 r. usunięto porastające ją chaszcze, dzięki czemu skała stała się widoczna, a dolina zyskała na atrakcyjności. Skała ta, oraz znajdująca się niedaleko od niej na południe Głowa Słonia są atrakcyjnym obiektem wspinaczki skalnej. Po 2000 r. udostępniono do wspinaczki trzy następne skały: Magiel, Kredens i Przystawka. W środku doliny znajduje się stadion sportowy KS Topór Aleksandrowice założony w 2005 oraz Jurajski Raj.
Dolinę Aleksandrowicką wyżłobił płynący jej dnem od końca trzeciorzędu potok Aleksandrówka. Początkowo żłobił on miękkie utwory miocenu tworzące góry pokład, później twardsze podłoże wapienne z okresu jury. W niektórych miejscach doliny znajdują się odsłonięcia wapienne. Twardsze podłoże skutkuje tym, że zbocza w nim wyżłobione są bardziej strome. Dolina znajduje się na terenie Tenczyńskiego Parku Krajobrazowego. W celu udostępnienia turystom najbardziej atrakcyjnych jej miejsc przygotowano parking i wyznakowano ścieżkę dydaktyczną prowadzącą grzbietem prawego zbocza doliny. Porasta go las typu grąd. Oprócz grabów rosną w nim lipy drobnolistne, dęby, klony, jawory, sosny. Z rzadkich i chronionych roślin występują: lilia złotogłów, wawrzynek wilczełyko, kruszczyk szerokolistny, bluszcz pospolity, rojnik pospolity, marzanka wonna, kopytnik pospolity, konwalia majowa. Na dnie doliny znajdują się pomniki przyrody. Są to 4 dorodne okazy dębów szypułkowych i jeden klon pospolity w parku podworskim.
Orograficznie prawe zbocza Doliny Aleksandrowickiej tworzy porośnięte lasem wzgórza Zachruście ze skałami Krzywy Sąd i Głowa Słonia. W jego zboczach znajdują się trzy jaskinie: Jaskinia w Wąwozie Aleksandrowickim Pierwsza, Jaskinia w Wąwozie Aleksandrowickim Druga, Jaskinia w Wąwozie Aleksandrowickim Trzecia i trzy schroniska: Grota w Aleksandrowicach, Nora w Aleksandrowicach i Rura w Aleksandrowicach. Prawe zbocza tworzą wzniesienia Pękacz i Winna Góra. Wcina się w nie wąwóz Zbrza o stromych lessowych ścianach.
W górnej części Dolina Aleksandrowicka przechodzi w porośnięty lasem Wąwóz Kleszczowski.

## Szlaki turystyczne
szlak turystyczny: Morawica – Aleksandrowice – Pękacz – wąwóz Zbrza – Las Zabierzowski (skrzyżowanie ze szlakiem niebieskim)
 ścieżka dydaktyczna: Aleksandrowice – Podskale – Krzywy Sąd – Dolina Aleksandrowicka – Aleksandrowice